# Borys
Borys – imię męskie pochodzenia protobułgarskiego. W języku protobułgarskim imię to oznaczało, według jednych opracowań, „wilk”, „irbis śnieżny”, według innych „mały”, „niski”, lub „waleczny”.
Pierwszą znaną postacią historyczną, która nosiła to imię jest władca Bułgarów Borys I Michał (zm. 907), który w 864 r. wraz z całym swym krajem przyjął chrzest. Jest uznawany za świętego przez Bułgarską Cerkiew Prawosławną.
W Rosji być może imię to utożsamiło się ze zdrobnieniem imienia Borisław (pol. Borzysław).
Borys imieniny obchodzi 2 maja.
Znane osoby o tym imieniu:
- Boris Becker – tenisista
- Borys Dejnarowicz – muzyk, dziennikarz muzyczny, były lider zespołu The Car Is on Fire
- Boris Eichenbaum – rosyjski literaturoznawca
- Borys Godunow – wielkorządca Rosji, car Rosji
- Borys Jelcyn – pierwszy prezydent Rosji
- Boris Johnson – premier Wielkiej Brytanii
- Borys Lankosz – polski reżyser filmowy
- Boris Paiczadze – gruziński piłkarz
- Boris Spasski – rosyjski szachista
- Boris Pasternak – rosyjski pisarz
- Borys Szyc – aktor
- Borys Budka – polityk
- Boris Blank – muzyk szwajcarskiego duetu Yello
- Borys Strugacki – rosyjski pisarz science fiction (piszący wraz z bratem Arkadijem Strugackim)
- Borys Kossakowski – muzyk
- Borys Mańkowski – polski zapaśnik i zawodnik MMA wagi półśredniej
- Boris Niemcow – rosyjski polityk
- Borys Przybylski (Bedoes) – raper